# Picea maximowiczii
Picea maximowiczii là một loài thực vật hạt trần trong họ Thông. Loài này được Regel ex Mast. miêu tả khoa học đầu tiên năm 1879. 
Nó là loài đặc hữu của Nhật Bản; phạm vi phân bố được giới hạn các núi Akaishi, núi Okuchichibu núi và dãy núi Yatsugatake trên Honshu.